# Bodrog (Románia)
Bodrog falu Romániában, Erdélyben, Kolozs megyében.

## Fekvése
Kolozsvártól délnyugatra, az Erdőalja nevű kistájon fekszik.

## Története
A magyar állam telepítette 1903–1906-ban Kolozskara Bodrok és Botos határrészébe Kolozs vármegyei, főként györgyfalvi magyar reformátusokkal. Az 1940-ben meghúzott határ a főteret szelte ketté. Két háza Magyarországhoz került, nyolc háza Romániában maradt. A déli falurészen élők négy évig határátlépővel jártak át megművelni földjeiket. A második világháború után a magyar lakosságú telepen rendszeres vasárnapi mulatságokat rendeztek, amelyekre a környező falvakból is eljártak a magyarok.
1954-ig Kolozspatához tartozott.

## Népessége
- 2002-ben 81 lakosából 61 fő volt magyar és 20 román nemzetiségű; 57 református, 19 ortodox és 5 baptista vallású.